# Wiggis
Wiggis är ett berg i Schweiz.   Det ligger i kantonen Glarus, i den östra delen av landet, 120 km öster om huvudstaden Bern. Toppen på Wiggis är 2 166 meter över havet.
Terrängen runt Wiggis är huvudsakligen bergig, men åt nordväst är den kuperad. Närmaste större samhälle är Glarus, 4,2 km sydost om Wiggis. 
I omgivningarna runt Wiggis växer i huvudsak blandskog. Runt Wiggis är det ganska tätbefolkat, med 179 invånare per kvadratkilometer.